# Percy Rojas
Percy Rojas Montero (Lima, 1949. szeptember 16. –) válogatott perui labdarúgó, csatár.

## Pályafutása

### Klubcsapatban
Az Universitario korosztályos csapatában kezdte a labdarúgást, ahol 1967 és 1974 között játszott az első csapatban. 1975–76-ban az argentin Independiente, 1977 és 1980 között a Sporting Cristal, 1981–82-ben a belga Sérésien labdarúgója volt. 1982 és 1984 között ismét az Universitario játékosa volt és itt fejezte be az aktív labdarúgást. Az Universitarióval öt, a Sportinggal két perui bajnoki címet szerzett. 1972-ben a Copa Libertadores gólkirálya lett többes holtversenyben. 1975-ben tagja volt a Copa Libertadores-győztes Independientének.

### A válogatottban
1969 és 1979 között 49 alkalommal szerepelt a perui válogatottban és hét gólt szerzett. Tagja volt az 1975-ös Copa América-győztes csapatnak. Részt vett az 1978-as argentínai és az 1982-es spanyolországi világbajnokságon.

## Sikerei, díjai
Peru
- Copa América
  - győztes: 1975
  - bronzérmes: 1979

 Universitario
- Perui bajnokság
  - bajnok (5): 1967, 1969, 1971, 1974, 1982
- Copa Libertadores
  - gólkirály: 1972 (holtversenyben)

 Independiente
- Copa Libertadores
  - győztes: 1975
- Copa Interamericana
  - győztes: 1975

 Sporting Cristal
- Perui bajnokság
  - bajnok (2): 1979, 1980